# Mordet på John Lennon
Mordet på John Lennon ägde rum klockan 22:50 lokal tid i porten till Dakota Building på Manhattan i New York måndagen den 8 december 1980, då den internationellt kände engelske rockmusikern John Lennon, en av grundarna till The Beatles, sköts till döds av Mark David Chapman. Lennon fördes till St. Luke's-Roosevelt Hospital Center, där han dödförklarades vid ankomsten.
Lennon hade just återvänt hem från Record Plant Studios med sin fru Yoko Ono när han sköts i ryggen av Mark David Chapman. Lennon var död vid ankomsten till St. Luke's-Roosevelt Hospital Center, där det konstaterades att ingen skulle kunna ha överlevt mer än några få minuter efter att ha ådragit sig sådana skador. Kort efter att lokala nyhetsstationer rapporterat om Lennons död, samlades folk vid Roosevelt Hospital och vid Dakota Building. Han kremerades den 10 december 1980 vid Ferncliff Cemetery i Hartsdale, New York; askan gavs sedan till Ono som valde att inte hålla någon begravning för honom.

## Mordet
På morgonen den 8 december 1980 kom fotografen Annie Leibovitz till Ono och Lennons lägenhet för en fotosession till Rolling Stone. Hon hade lovat Lennon att en bild med honom och Ono skulle bli omslagsfotot, men till en början försökte hon få en bild på Lennon ensam. Leibovitz mindes att "ingen ville ha Ono på omslaget". Lennon insisterade att både han och hans fru skulle vara på omslaget och efter att ha tagit sina bilder lämnade Leibovitz deras lägenhet. Efter fotosessionen gav Lennon vad som skulle komma att bli sin sista intervju till San Francisco-discjockeyn Dave Sholin till ett musikprogram på RKO Radio Network. Vid klockan 17:00 (lokal tid) lämnade Lennon och Ono sin lägenhet för att mixa låten "Walking on Thin Ice", en låt av Ono som Lennon spelade gitarr på, på Record Plant Studios.
När Lennon och Ono promenerade till sin limousin kom flera människor fram för att få autografer och bland dem fanns Mark David Chapman. Det var vanligt att fans väntade utanför Dakota Building för att träffa Lennon och få hans autograf. Chapman, en 25-årig säkerhetsvakt från Honolulu, Hawaii, hade redan i oktober (innan Double Fantasy givits ut) kommit till New York för att mörda Lennon, men ångrade sig och åkte hem. Han räckte stillsamt en kopia av Double Fantasy till Lennon, som signerade den. Efter att ha signerat albumet frågade Lennon honom "Är det här allt du vill ha?", varpå Chapman log och nickade. Fotografen och Lennonfanet Paul Goresh tog en bild på mötet mellan de två.

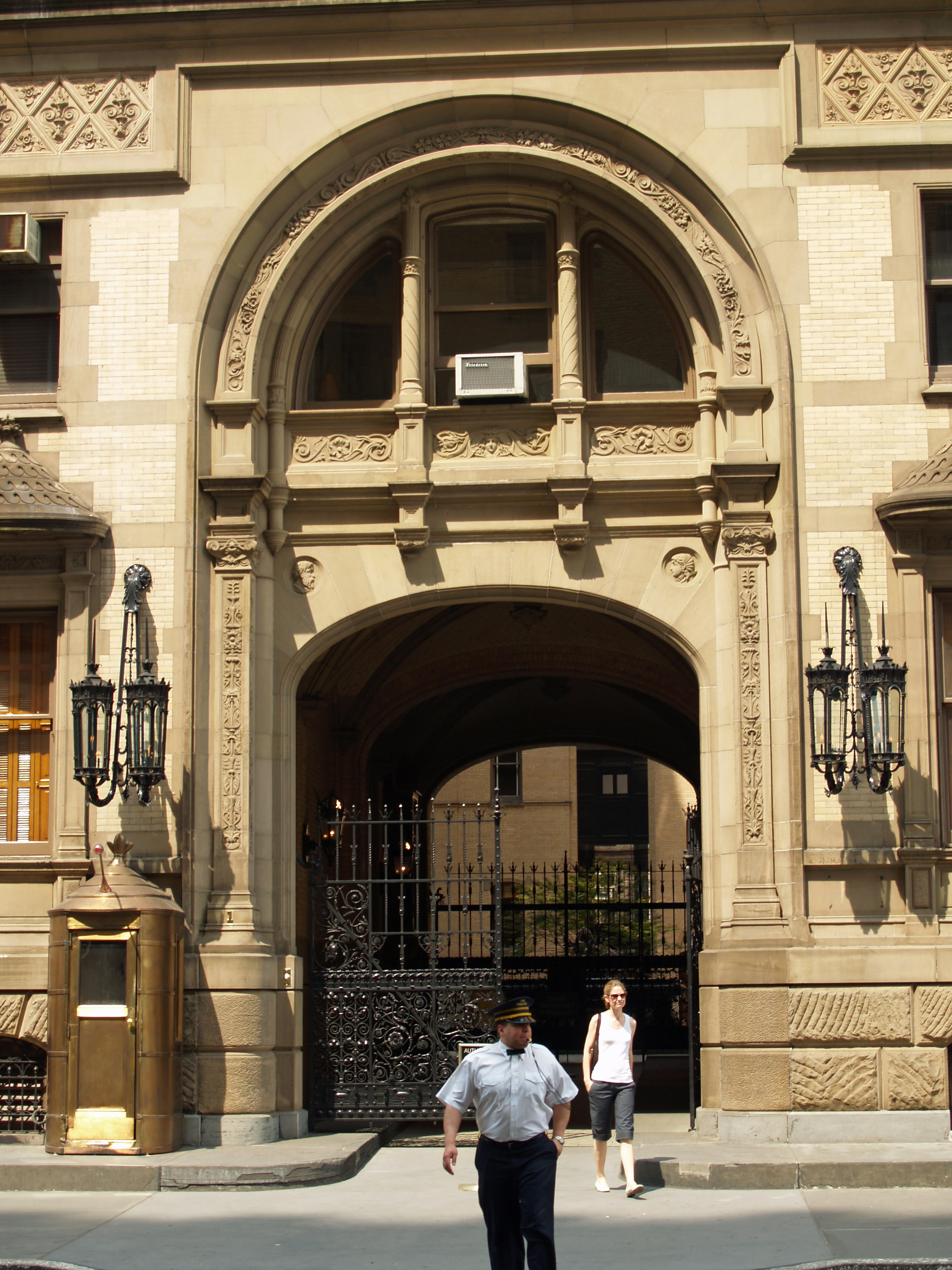
Entrén till Dakota Building.

Paret tillbringade flera timmar på Record Plant innan de återvände till Dakota Building cirka 22:50. Lennon beslutade att inte äta ute på restaurang för att istället kunna komma hem i tid för att säga god natt till sin femåriga son Sean. Lennon gillade också att ge autografer till människor som stått och väntat länge på att få träffa honom. Lennon och Ono klev ur sin limousin på 72nd Street istället för att köra in på den lite tryggare gårdsplanen. Om Lennon hade kört in på gårdsplanen hade han undvikit Chapman.
Portvakten Jose Perdomo och en taxichaufför såg att Chapman stod i skuggorna vid valvporten. Ono gick in till receptionen före Lennon. När Lennon gick förbi kastade han kort en blick på Chapman och fortsatte gå. Inom några sekunder tog Chapman sikte i mitten av Lennons rygg och avlossade fem hålspetskulor mot honom från en Charter Arms .38 Special revolver. Ett flertal radio-, tv- och tidningsrapporter hävdade vid tidpunkten att Chapman ropade "Mr Lennon" innan han avlossade skotten, men detta framgår inte i domstolsförhandlingar eller vittnesförhör. Chapman har sagt att han inte kommer ihåg att han sade Lennons namn innan han sköt honom. Chapman missade ett skott som istället for över Lennons huvud och träffade en ruta på Dakota Building. Två skott träffade dock på vänstra sidan av Lennons rygg och två skott penetrerade hans vänstra skuldra. Alla fyra kulor vållade allvarliga skottskador, det första skottet orsakade den mest dödande skadan genom att tränga igenom Lennons aorta. Lennon blödde ymnigt, vacklade upp fem steg till receptionen och mumlade "jag är skjuten", innan han kollapsade. Concierge Jay Hastings skyddade Lennon med sin uniform och tog bort hans blodiga glasögon innan han kallade på polis.
Utanför huset skakade portvakten Perdomo pistolen ur Chapmans hand och sparkade den sedan över till andra sidan av trottoaren. Chapman tog sedan av sig sin rock och hatt som förberedelse innan polisen anlände, för att visa att han inte bar några dolda vapen, innan han satte sig ner på trottoarkanten. Perdomo skrek till Chapman "Vet du vad du har gjort?" varpå Chapman lugnt svarade "Ja, jag sköt just John Lennon." De första poliserna att anlända var Steve Spiro och Peter Cullen, som var vid 72nd Street och Broadway när de fick rapporter om avlossade skott vid Dakota Building. De fann Chapman sittande "väldigt lugnt" på trottoaren. De rapporterade att Chapman hade släppt revolvern till marken, och höll en pocketbok, J.D. Salingers Räddaren i nöden. Chapman hade skrivit ett meddelande på bokens främre insida på pärmen "Till Holden Caulfield. Från Holden Caulfield. Detta är min förklaring." Han kom senare att hävda att hans liv speglade Holden Caulfields, bokens huvudperson. Det andra paret, poliserna Bill Gamble och James Moran, anlände några minuter senare. De bar omgående in Lennon i sin polisbil och for iväg till St. Luke's-Roosevelt Hospital Center. Moran sade att de placerade Lennon i baksätet. Moran frågade: "Vet du vem du är?" Det finns motstridiga uppgifter på vad som sedan hände. Vid ett tillfälle nickade Lennon något och försökte tala, men lyckades bara göra ett gurglande ljud, och förlorade medvetandet strax därefter.

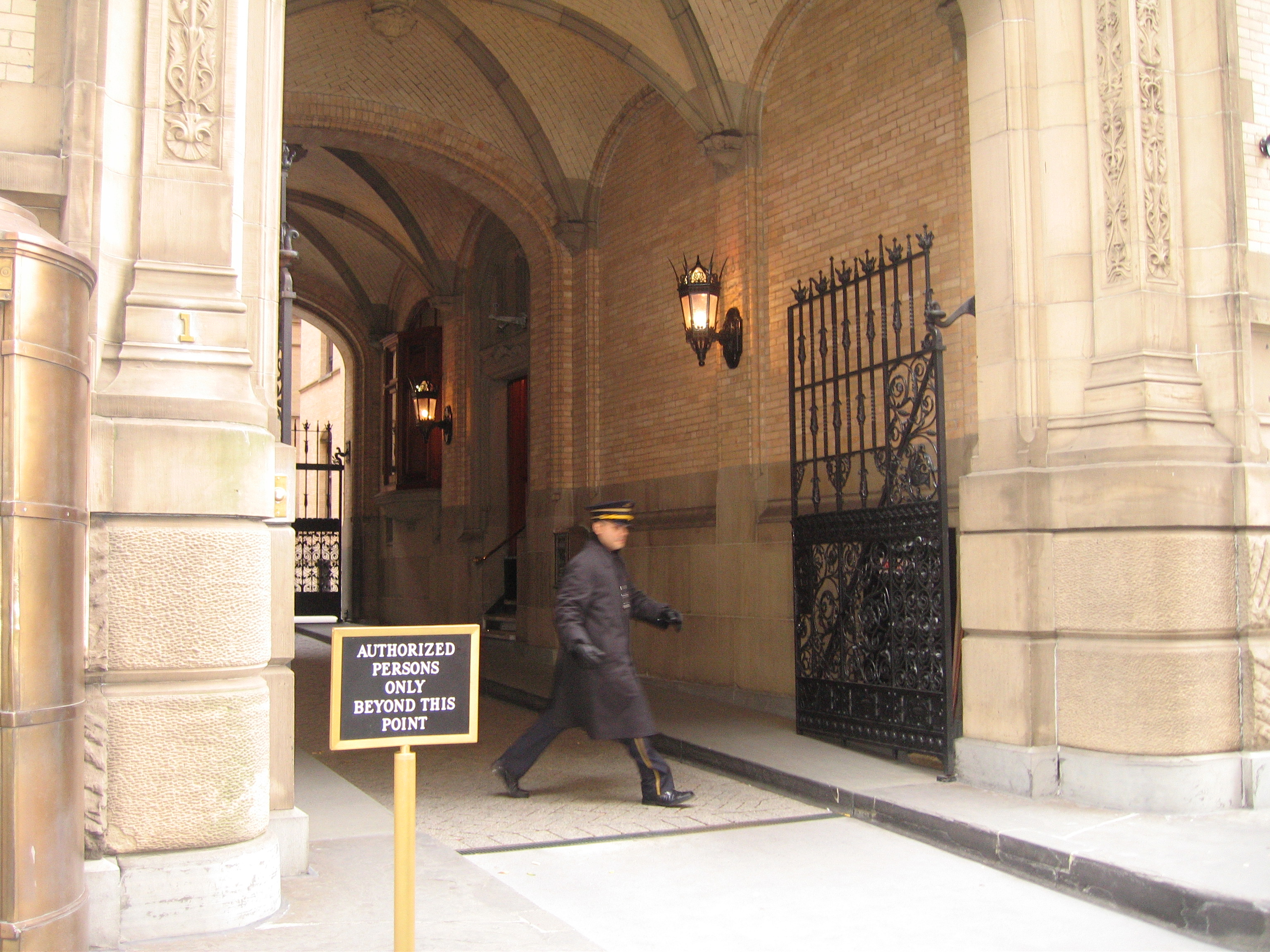
Entrén till Dakota Building.

Dr. Stephan Lynn tog emot Lennon på akuten på Roosevelt Hospital. När Lennon anlände hade han ingen puls och andades inte. Dr Lynn och två andra läkare jobbade i 20 minuter och öppnade Lennons bröst och påbörjade manuell hjärtmassage för att återställa cirkulationen, men skadorna på blodkärlen kring hjärtat var för stora. Lennon förklarades död vid ankomsten på akuten på Roosevelt Hospital vid klockan 23:15 av Dr. Lynn. Dödsorsaken rapporterades hypovolemisk chock, som orsakades av förlust av mer än 80% av blodvolymen. Rättsläkare Dr Elliott M. Gross sade att ingen kunde ha levt mer än ett par minuter med sådana skottskador. I och med att Lennon blev skjuten fyra gånger med hålspetskulor, vilka expanderar när de träffar sitt mål och skadar mer vävnad när de far fram genom kroppen, förstördes de drabbade organen direkt. Ono, snyftande "Åh nej, nej, nej, nej ... säg inte att det är sant", togs till Roosevelt Hospital och leddes bort i chock efter att hon fått veta att hennes man var död. Följande dag gjorde Ono ett uttalande: "Det blir ingen begravning för John. John älskade och bad för mänskligheten. Var goda och gör samma sak för honom. Hälsningar, Yoko och Sean."

## Följder
John Lennons kvarlevor kremerades i Ferncliff Cemetery i Westchester. Ingen begravning hölls. Yoko Ono sände bud till folkmassan som samlats utanför Dakota Building att deras sång hade hållit henne vaken, hon bad att de skulle samlas i Central Park följande söndag för en tyst bön i 10 minuter. Den 14 december 1980 svarade miljontals människor runt om i världen på Onos begäran och hade tio tysta minuter till minne av Lennon. Minst två Beatlesfans tog livet av sig efter mordet vilket ledde Yoko Ono till att göra en offentlig vädjan där hon bad sörjande att inte ge efter för förtvivlan. Ono gav ut ett soloalbum Season of Glass 1981. Albumomslaget är en bild på Lennons blodiga glasögon. På en nyutgåva av albumet från 1997 var låten Walking on Thin Ice inkluderad, låten som paret mixade i Record Plant Studios mindre än en timme före mordet.
Chapman förklarade sig skyldig för mordet på Lennon i juni 1981  mot inrådan av sina advokater, som ville få igenom att han var sinnessjuk. Han fick en livstidsdom, men enligt villkoren i domen blev han berättigad till villkorlig frigivning år 2000, efter att ha avtjänat 20 år. Chapman har nekats villkorlig frigivning efter förhör vartannat år sedan 2000 och är intagen på Attica State Prison.
Annie Leibovitz foto av en naken Lennon som omfamnar Ono, tagen samma dag som mordet, var omslaget till tidningen Rolling Stone den 22 januari 1981. Numret innehöll till största delen artiklar, brev och fotografier till minne av Johns liv och död. År 2005 rankade American Society of Magazine Editors tidningsomslaget som det bästa från de senaste 40 åren.
Även i Sverige hedrades minnet av John Lennon. Den 22 december utgav Veckorevyn ett speciellt minnesnummer med kondoleanser från bland annat Björn Skifs, Per Gessle, Pugh Rogefeldt, Tommy Körberg, Anders Forslund, Mikael Wiehe, Claes af Geijerstam, Ola Håkansson, Björn Ulvaeus, Py Bäckman, Tomas Ledin, Peter Jezewski och Kjell Alinge samt längre artiklar av  Lars Stahre och Christer Olsson.

## Minnesmärken och hyllningar

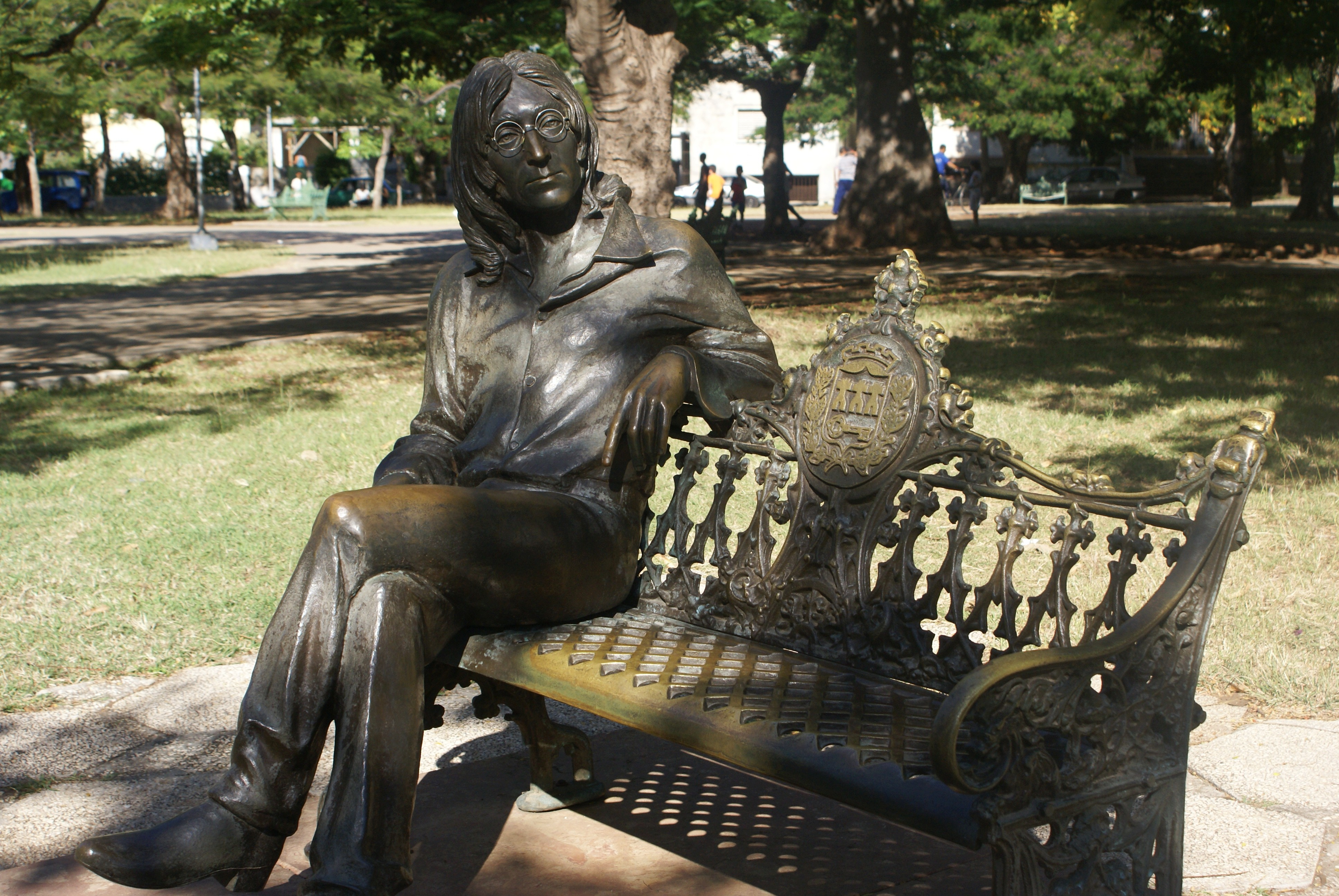
En minnesstaty föreställande Lennon, i Havanna, Kuba.

Över hela världen sörjer man fortfarande Lennon och han har varit föremål för ett flertal minnesmärkenn och hyllningar, främst New Yorks Strawberry Fields, en minnesträdgård i en del av Central Park tvärs över gatan från Dakota Building. Minnesmärket har blivit en samlingsplats för hyllningar under Lennons födelsedag och på årsdagen av hans död, liksom vid andra sorgetider, som efter 11 september-attackerna och även till följd av George Harrisons död den 29 november 2001.
Elton John, som hade spelat in hitlåten Whatever Gets You thru the Night med Lennon, skrev en låt tillsammans med Bernie Taupin och spelade in en hyllningslåt till Lennon Empty Garden (Hey Hey Johnny). Låten återfinns på Elton Johns album Jump Up! från 1982, och låten nådde som bäst plats 13 på Billboard Hot 100. När Elton senare framförde låten inför en utsåld konsert på Madison Square Garden, i augusti 1982, gästades han av Yoko Ono och Sean Lennon på scenen.
1991 hedrades Lennon med en Grammy Lifetime Achievement Award. År 1994 utgav Abchazien två frimärken föreställande Lennon och Groucho Marx, vilket var ett skämt i och med Abchaziens kommunistiska förflutna. Dessa frimärken har normalt sett porträtt av Karl Marx och Vladimir Lenin. Den 8 december 2000 presenterade Kubas president Fidel Castro en bronsstaty av Lennon i en park i Havanna. Samma år öppnades John Lennon Museum i Saitama Super Arena i Saitama, Japan och Liverpool ändrade namnet på stadens flygplats till Liverpool John Lennon Airport och införde mottot "Above us only sky" år 2002. 25-årsdagen av John Lennons död var den 8 december 2005. Firanden av Lennons liv och musik ägde rum i London, New York, Cleveland och Seattle. Den mindre planeten 4147 Lennon upptäcktes den 12 januari 1983 av B. A. Skiff vid Anderson Mesa Station i Lowell Observatory, och namngavs till minne av Lennon.
Den 9 oktober 2007 tillägnade Ono ett nytt minnesmärke, Imagine Peace Tower, på ön Viðey utanför Islands kust. Varje år mellan den 9 oktober och 8 december skjuter den en vertikal stråle av ljus högt upp i skyn. Varje år den 8 december anordnas en minnesceremoni framför Capitol Records på Vine Street i Hollywood, Kalifornien. Många tänder ljus framför Lennons Hollywood Walk of Fame-stjärna utanför Capitol Building. Från 28 till 30 september 2007 hölls John Lennon Northern Lights Festival där Lennons halvsyster Julia Baird deltog och läste Lennons skrifter och hennes egna böcker, och Stanley Parkes, Lennons skotska kusin. Parkes sade: "Jag och Julia kommer att gå till det gamla familjetorpet och berätta historier." Musiker, målare och poeter från hela Storbritannien fanns på festivalen.
Under 2009 arrangerade Rock and Roll Hall of Fame i New York en John Lennon-utställning. På utställningen fanns många minnessaker och personliga tillhörigheter från Lennons liv, men även de kläder han bar när han mördades, fortfarande liggande i den bruna papperspåsen från Roosevelt Hospital. Ono placerar fortfarande ett tänt ljus i fönstret på Lennons rum i Dakota Building varje år den 8 december.

## Filmer
Två filmer som skildrar mordet på Lennon släpptes kort efter varandra, över 25 år efter händelsen. Den första av de två, The Killing of John Lennon, gavs ut den 7 december 2007 (en dag före den 27:e årsdagen av mordet). Filmen regisserades av Andrew Piddington och i huvudrollen återfanns Jonas Ball som Mark David Chapman. Den andra filmen, Chapter 27, utkom den 28 mars 2008. Filmen regisserades av J. P. Schaefer och rollen som Chapman spelades av Jared Leto medan rollen som Lennon porträtterades av en skådespelare vid namn Mark Lindsay Chapman.